# یاماچ‌اوستو (یوسف‌علی)
یاماچ‌اوستو (به ترکی استانبولی: Yamaçüstü، به ارمنی: Ձորգանձ) یک منطقهٔ مسکونی در ترکیه است که در یوسف‌علی واقع شده‌است. یاماچ‌اوستو ۴۰۳ نفر جمعیت دارد.